# Janovičky (Zámrsk)
Janovičky (německy Janowitz) jsou malá vesnice a část obce Zámrsk v okrese Ústí nad Orlicí. Nachází se na severozápadě Zámrsku. Prochází zde silnice I/35. Janovičky leží v katastrálním území Janovičky u Zámrsku o rozloze 2,04 km².

## Historie
První písemná zmínka o vesnici pochází z roku 1244.

## Pamětihodnosti
- Sýpka u čp. 18